# Puducherry

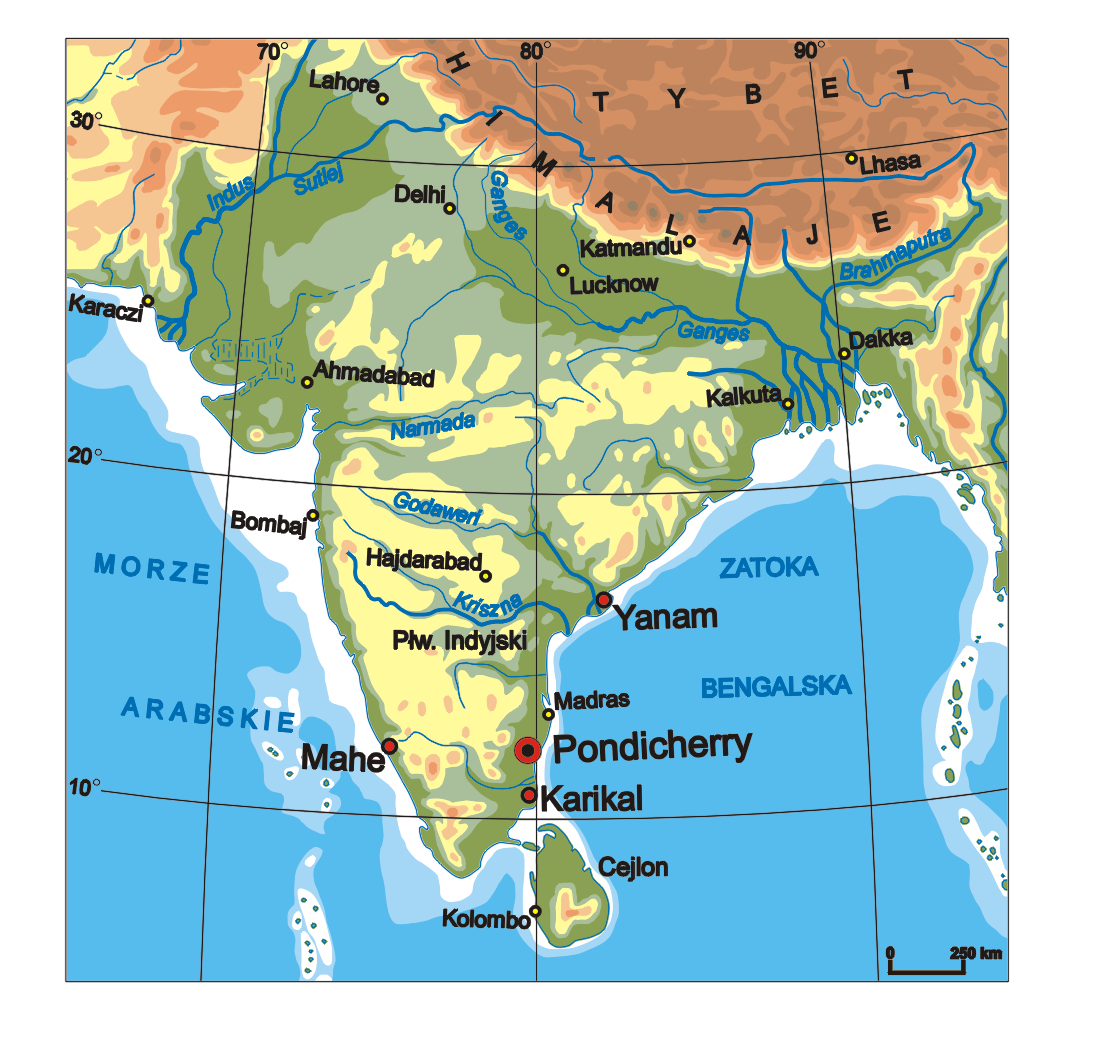
Mapa rozmieszczenia regionów terytorium Pondicherry

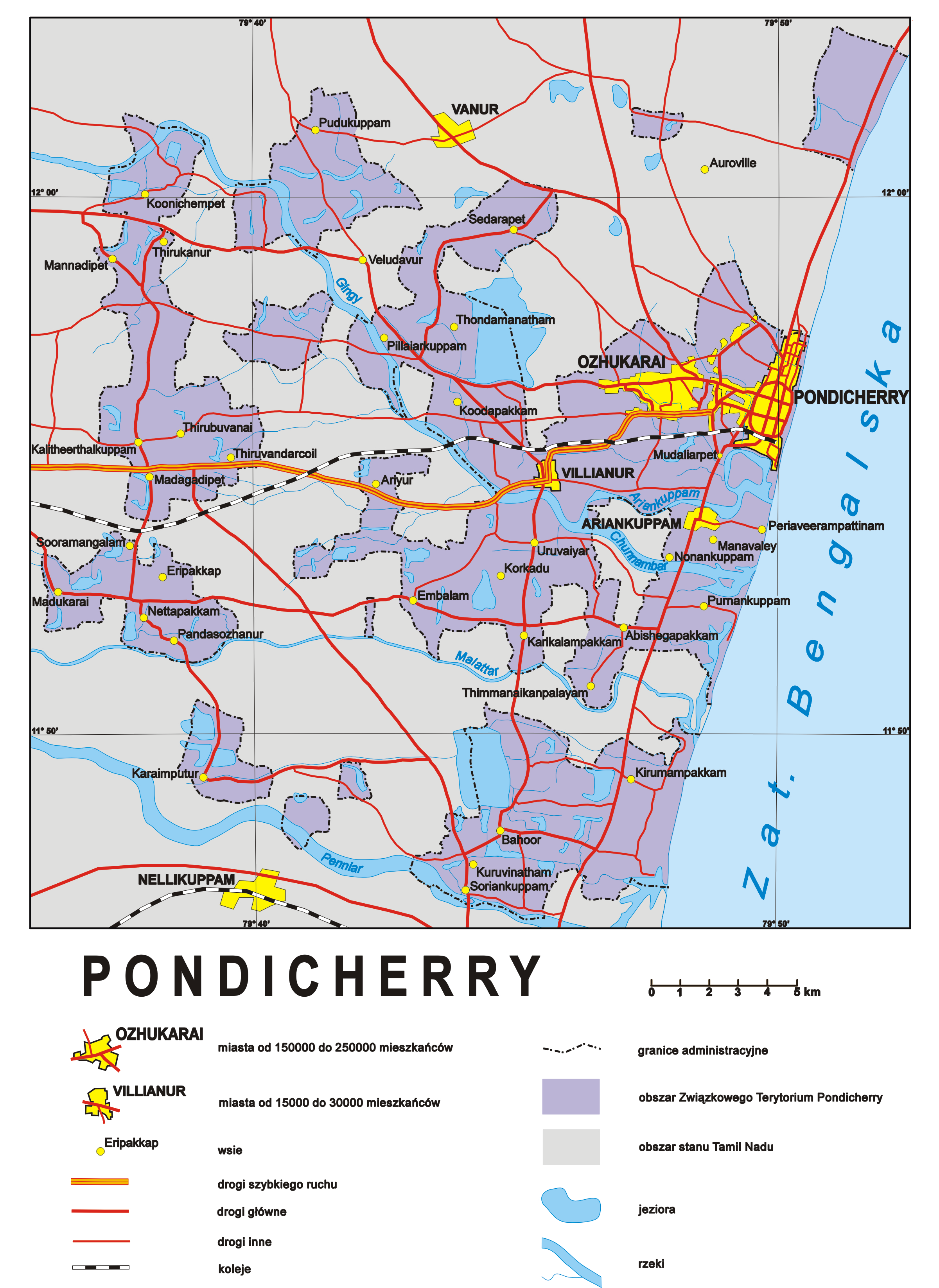
Mapa Dystryktu Puducherry

Puducherry (do września 2006 Pondicherry; hindi पांडिचेरी, trb.: Pandićeri, trl.: Pāṇḍicērī; tamil. புதுச்சேரி (oficjalnie) trl.: Putuccēri, lub பாண்டிச்சேரி trl.: Pāṇḍiccēri (nieoficjalnie); ang. Puducherry; fr. Pondichéry) – jedno z terytoriów związkowych Indii. Zajmuje powierzchnię 492 km², populacja wynosi około 1 050 000 osób. Stolicą terytorium jest miasto Puducherry. 
Puducherry zostało założone w 1674 przez Francuzów (jako ośrodek Francuskiej Kompanii Wschodnioindyjskiej), w latach 1693–97 okupowane przez Holendrów, a w okresach 1761–1763, 1778–1783 i 1793–1802 przez Brytyjczyków. Po traktacie z Amiens w 1802 Puducherry wróciło do Francji. W 1954 przekazane Indiom (faktyczne przekazanie w 1956).
Terytorium składa się z 4, oddalonych od siebie po kilkaset kilometrów, części (dystryktów): 
- Dystrykt Puducherry znajduje się na Wybrzeżu Koromandelskim. Leży w odległości 175 km od Madrasu (obecnie nazywanego Ćennaj) stolicy stanu Tamilnadu. Dystrykt w całości znajduje się na terytorium tego stanu. Dystrykt składa się z 12 enklaw o łącznej powierzchni 293 km², w których żyje ponad 750 000 mieszkańców. Tu znajduje się stolica całego rozproszonego terytorium – ponad dwustutysięczne miasto Puducherry.
- Dystrykt Janam jest najbardziej na północ wysuniętym dystryktem terytorium. Dystrykt stanowi enklawę w stanie Andhra Pradesh. Leży nad jednym z ujściowych ramion rzeki Godawari, około 800 km od stolicy terytorium – miasta Puducherry. Dystrykt ten ma 30 km² powierzchni i zamieszkuje go ponad 35 000 osób.
- Dystrykt Karajkkal jest najbardziej wysunięty na południe. Składa się z dwóch enklaw położonych w stanie Tamilnadu nad Zatoką Bengalską. Dystrykt ten jest drugą co do wielkości częścią składową terytorium - ma 160 km² i prawie 200 000 mieszkańców, a od stolicy terytorium dzieli go zaledwie 150 km.
- Dystrykt Mahé jest najmniejszym dystryktem. Oddalony jest od głównego miasta terytorium o ponad 600 km. Położony jest nad Morzem Lakkadiwskim na Wybrzeżu Malabarskim, ma tylko 9 km² powierzchni, zamieszkany jest przez prawie 40 000 osób i składa się z trzech enklaw w stanie Kerala.